# TLC: Tables, Ladders & Chairs (2020)
TLC: Tables, Ladders & Chairs (2020) – gala wrestlingu wyprodukowana przez federację WWE dla zawodników z brandów Raw i SmackDown. Odbyła się 20 grudnia 2020 w Tropicana Field w St. Petersburgu w stanie Floryda. Emisja była przeprowadzana na żywo za pośrednictwem WWE Network oraz w systemie pay-per-view. Była to dwunasta gala z cyklu TLC: Tables, Ladders & Chairs.
Na gali odbyło się siedem walk, w tym jedna podczas pre-show. W walce wieczoru, Randy Orton pokonał The Fienda w Firefly Inferno matchu. W przedostatniej walce Roman Reigns zwyciężył Kevina Owensa w Tables, Ladders and Chairs matchu broniąc Universal Championship. W innych ważnych walkach, Raw Women’s Champion Asuka i powracająca Charlotte Flair zdobyły WWE Women’s Tag Team Championship po wygranej z Nią Jax i Shayną Baszler, tym samym Flair została czwartą kobiecą Grand Slam Championką i piątą kobiecą Triple Crown Championką oraz Drew McIntyre obronił WWE Championship w Triple Threat Tables, Ladders and Chairs matchu z AJ Stylesem i The Mizem; The Miz wykorzystał swój kontrakt Money in the Bank podczas walki pomiędzy McIntyre’em i Stylesem, chociaż to wykorzystanie zostało później anulowane, gdy partner Tag Teamowy Miza, John Morrison, wykorzystał kontrakt w imieniu Miza (tylko posiadacz kontraktu może go wykorzystać).

## Produkcja
TLC: Tables, Ladders & Chairs oferowało walki profesjonalnego wrestlingu z udziałem wrestlerów należących do brandów Raw i SmackDown. Oskryptowane rywalizacje (storyline’y) kreowane są podczas cotygodniowych gal Raw i SmackDown. Wrestlerzy są przedstawieni jako heele (negatywni, źli zawodnicy i najczęściej wrogowie publiki) i face’owie (pozytywni, dobrzy i najczęściej ulubieńcy publiki), którzy rywalizują pomiędzy sobą w seriach walk mających budować napięcie. Kulminacją rywalizacji jest walka wrestlerska lub ich seria.

### Wpływ COVID-19
W wyniku pandemii COVID-19, która zaczęła wpływać na branżę w połowie marca, WWE musiało zaprezentować większość swojego programu z zestawu bez udziału realnej publiczności. Początkowo programy telewizyjne Raw i SmackDown oraz pay-per-view odbywały się w WWE Performance Center w Orlando w stanie Floryda. Ograniczona liczba stażystów Performance Center oraz przyjaciół i członków rodzin wrestlerów została później wykorzystana jako publiczność na żywo. Pod koniec sierpnia programy WWE na Raw i SmackDown zostały przeniesione do bezpiecznej biologicznie bańki zwanej WWE ThunderDome, która odbywała się w Amway Center w Orlando. Wybrana publiczność na żywo nie była już wykorzystywana, ponieważ bańka pozwalała fanom uczestniczyć w wydarzeniach praktycznie za darmo i być widzianymi na prawie 1000 tablicach LED na arenie. Dodatkowo ThunderDome wykorzystał różne efekty specjalne, aby jeszcze bardziej wzmocnić wejścia wrestlerów, a dźwięk z areny został zmiksowany z chantami wirtualnych fanów.
W związku z wygaśnięciem umowy rezydencji z Amway Center, 19 listopada WWE ogłosiło, że ThunderDome zostanie przeniesione do Tropicana Field w St. Petersburgu w stanie Floryda, począwszy od odcinka SmackDown z 11 grudnia. Ten ruch został również wykonany z powodu rozpoczęcia sezonów ECHL i NBA 2020/2021, ponieważ Amway Center jest wspólną halą Orlando Solar Bears (ECHL) i Orlando Magic (NBA). Następnie TLC: Tables, Ladders & Chairs było pierwszym wydarzeniem WWE pay-per-view i WWE Network zaprezentowanym z ThunderDome na Tropicana Field.

### Rywalizacje
Na Survivor Series, Team Raw (AJ Styles, Keith Lee, Sheamus, Braun Strowman i Riddle) pokonali Team SmackDown w męskim Męskim 5-on-5 elimination tag team matchu bez wyeliminowania żadnego członka z ich drużyny. Następnej nocy na odcinku Raw, WWE official Adam Pearce powiedział, że jeden z członków Team Raw dostanie walkę o WWE Championship przeciwko Drew McIntyre’a na TLC i pozwolił każdemu z nich przedstawić swoją rację. Ostatni był Strowman, który wpadł w złość z powodu użycia przez Pearce’a wyrażenia "ostatni, ale nie mniej ważny" i zaatakował Pearce’a; Strowman został zawieszony na czas nieokreślony. Były WWE Chamipion Randy Orton, który chciał rewanżu po utracie tytułu z McIntyre’em na Raw w poprzednim tygodniu, oraz United States Champion Bobby Lashley, który był jedynym mistrzem Raw, który wygrał swój Champion vs. Champion match na Survivor Series, każdy indywidualnie skonfrontował się z Pearcem na backstage’u, a także przedstawił swoje sprawy. Pearce zorganizował na ten wieczór trzy walki, a zwycięzcy każdego z nich zmierzą się w Triple Threat matchu w następnym tygodniu, aby wyłonić pretendenta. Riddle, Lee i Styles awansowali do Triple Threat matchu, pokonując odpowiednio Sheamusa, Lashleya i Ortona. Styles następnie wygrał Triple threat match, aby zmierzyć się z McIntyre’em o WWE Championship na TLC w Tables, Ladders and Chairs matchu.
Po zdobyciu WWE Championship od Drew McIntyre’a na Hell in a Cell 25 października Randy Orton pojawił się w talk show Alexy Bliss "A Moment of Bliss" na odcinku Raw następnego wieczoru — kilka tygodni wcześniej Bliss zrównała się z Brayem Wyattem i jego alter ego The Fiend. Podczas segmentu Bliss nawiązała do dawnej rywalizacji Ortona z Wyattem na WrestleManii 33 w 2017 roku. McIntyre następnie wyszedł i zaatakował Ortona, aż zgasły światła. Kiedy ponownie się zapaliły, The Fiend stał za Ortonem na rampie wejściowej, podczas gdy McIntyre stał w ringu. McIntyre kontynuował bójkę z Ortonem, podczas gdy The Fiend odszedł. The Fiend groził i atakował Ortona przez kilka następnych tygodni; po tym, jak Orton stracił WWE Championship na rzecz McIntyre’a 16 listopada na odcinku Raw, The Fiend spowodował, że Orton stracił szansę na odzyskanie tytułu w następnym tygodniu. Następnie Orton pojawił się ponownie w "A Moment of Bliss", twierdząc, że zna słabość The Fienda jako samej Bliss. Orton miał następnie zmierzyć się z The Fiendem na TLC. Przed galą, 14 grudnia na odcinku Raw, Orton wyzwał wesołą postać Firefly Fun House Wyatta na grę w chowanego, która zakończyła się bójką na backstage’u, w której Orton zamknął Wyatta w drewnianej skrzyni i podpalił ją. Następnie The Fiend wyszedł z płonącego pudełka i zaatakował Ortona. Ich walka na TLC został następnie znieniona w stypulacji na Firefly Inferno match.
14 września na odcinku Raw, po tym jak Lana i Natalya przegrały Tag Team match, pojawiły się WWE Women’s Tag Team Champions Nia Jax i Shayna Baszler, a Jax wykonała Samoan drop na Lanie przez stół komentatorski. W ciągu następnych dziewięciu tygodni Jax wielokrotnie atakowała Lanę na stole komentatorskim. Również w tym czasie Natalya przestała współpracować z Laną. 12 października Lana wygrała Battle Royal, eliminując ostatnią Natalyę i zdobywając walkę o Raw Women’s Championship z obecną mistrzynią, Asuką. W następnym tygodniu odbyła się walka o tytuł, w którym Lana przegrała. Po walce, Jax ponownie wprowadziła Lanę do stołu komentatorskiego. 26 października Lana wygrała Fatal 4-Way match, aby zdobyć miejsce w kobiecej drużynie Raw na Survivor Series gdzie Lana okazała się jedyną osobą, która nie została wyeliminowana, po tym, jak nakazano jej nie brać udziału w walce przez jej koleżanki z drużyny, w tym Jax i Baszler. Następnej nocy na odcinku Raw, Lanię została przyznana kolejna walka o Raw Women’s Championship z Asuką, ale walka zakończyła się no contestem po interwencji Jax i Baszler. Doprowadziło to do non-title Tag Team matchu, w którym Lana i Asuka pokonały Jax i Baszler. W następnym tygodniu Lana i Asuka ponownie pokonały mistrzynie w kolejnej walce bez tytułu. Jax i Baszler mieli następnie bronić WWE Women’s Tag Team Championship przed Laną i Asuką na TLC. Jednak po tym, jak Lana pokonała Jax 14 grudnia na odcinku Raw, zirytowana Jax i Baszler zaatakowały nogę Lany, powodując kontuzję, w wyniku której została usunięta z walki o mistrzostwo na TLC, co wymagało od Asuki znalezienia nowego partnerki.
Od czasu powrotu do WWE i wygrania Universal Championship na Payback, Roman Reigns zaczął nazywać siebie "Tribal Chief" i "Head of The Table" rodziny Anoa’i. Kuzyn Reignsa, Jey Uso, dołączył do Reignsa po tym, jak Reigns pokonał go na Hell in a Cell. Następnie narosły różnice między Jeyem i Kevinem Owensem, którzy zdobyli miejsce w męskiej drużynie SmackDown na Survivor Series; Zespół SmackDown ostatecznie przegrał. Na następnym odcinku SmackDown Reigns potępił Jeya za przegraną, stwierdzając, że pozostali członkowie zespołu SmackDown nie szanowali Jeya, a co za tym idzie, nie szanowali Reignsa ani ich rodziny. To rozwścieczyło Jeya i podczas głównej walki tego odcinka między nim a Owensem, Jey celowo zdyskwalifikował się, atakując Owensa stalowym krzesłem. Owens zemścił się i wykonał wiele Stunnerów na Jeyu, a następnie zawołał Reignsa. W następnym tygodniu Owens wyzwał Reignsa na walkę Tables, Ladders and Chairs match o Universal Championship na TLC, Reigns zaakceptował wyzwanie.
Przez kilka tygodni w odcinkach SmackDown pokazywane były obrazy tajemniczej kobiety, która twierdzi, że jest "nietykalna". Po pięciomiesięcznej przerwie Carmella została ujawniona jako tajemnicza kobieta w odcinku 2 października i powróciła do bycia heelem. Nie miała żadnych fizycznych konfrontacji aż do odcinka z 6 listopada, kiedy pojawiła się i zaatakowała SmackDown Women’s Champion Sashę Banks po tym, jak Banks z powodzeniem obroniła jej tytuł. Przez następne dwa tygodnie Carmella kontynuowała ataki na Banks, który odwzajemniła przysługę na odcinku z 27 listopada, atakując Carmellę podczas jej winiety na backstage’u. W następnym tygodniu na TLC zabookowano walkę o tytuł pomiędzy nimi. Przed galą obie zmierzyły się ze sobą w walceu o mistrzostwo na odcinku SmackDown 11 grudnia, gdzie Banks została zdyskwalifikowany po ciągłym atakowaniu Carmelli w rogu, po przekroczeniu wyliczenia do pięciu przez sędziego; chociaż Carmella wygrała, Banks obroniła tytuł, ponieważ tytuły nie zmieniają właściciela przez dyskwalifikację, chyba że postanowiono inaczej.

## Wyniki walk
| Nr                                                                   | Wyniki | Stypulacje | Czas  |
| -------------------------------------------------------------------- | --- | --- | ----- |
| 1P                                                                   | Alpha Academy (Chad Gable i Otis), Big E i Daniel Bryan pokonali Kinga Corbina, Samiego Zayna, Cesaro i Shinsuke Nakamurę     | Eight-man Tag Team match | 8:35  |
| 2                                                                    | Drew McIntyre (c) pokonał AJ Stylesa (z Omosem) i The Miza (z Johnem Morrisonem)                                              | Triple Threat Tables, Ladders and Chairs match o WWE Championship Miz dołączył w trakcie walki, wykorzystując swój kontrakt Money in the Bank. | 27:05 |
| 3                                                                    | Sasha Banks (c) pokonała Carmellę (z Reginaldem Thomasem) poprzez submission                                                  | Singles match o WWE SmackDown Women’s Championship                                                                                             | 12:10 |
| 4                                                                    | The Hurt Buissnes (Cedric Alexander i Shelton Benjamin) (z MVP) pokonali The New Day (Kofiego Kingstona i Xaviera Woodsa) (c) | Tag Team match o WWE Raw Tag Team Championship                                                                                                 | 10:00 |
| 5                                                                    | Asuka i Charlotte Flair pokonały Nię Jax i Shaynę Baszler (c)                                                                 | Tag Team match o WWE Women’s Tag Team Championship                                                                                             | 10:05 |
| 6                                                                    | Roman Reigns (c) (z Paulem Heymanem) pokonał Kevina Owensa                                                                    | Tables, Ladders and Chairs match o WWE Universal Championship                                                                                  | 24:45 |
| 7                                                                    | Randy Orton pokonał The Fienda                                                                                                | Firefly Inferno match | 12:00 |
| (c) – mistrz/mistrzyni przed walkąP – walka miała miejsce w pre-show | | |       |